# Communauté de communes du Pays de Luxeuil
La communauté de communes du Pays de Luxeuil (CCPLx) est une communauté de communes française située dans le département de la Haute-Saône, en Franche-Comté, dans la région administrative Bourgogne-Franche-Comté.

## Historique
La Communauté de communes du Pays de Luxeuil, composée des treize communes de Baudoncourt, Breuches les-Luxeuil, Breuchotte, Brotte-les-Luxeuil, Esboz-Brest, Froideconche, La Chapelle-lès-Luxeuil, La Corbière, Luxeuil-les-Bains, Magnivray, Ormoiche, Saint-Sauveur, Saint-Valbert, a été créée par arrêté préfectoral en date du 15 novembre 2001 mais n’a véritablement commencé à exister qu’à compter de janvier 2002.
Dans le cadre des dispositions de la loi portant nouvelle organisation territoriale de la République (Loi NOTRe) du 7 août 2015, qui prévoit que les établissements publics de coopération intercommunale (EPCI) à fiscalité propre doivent avoir un minimum de 15 000 habitants (et 5 000 habitants en zone de montagnes), le préfet de la Haute-Saône a présenté en octobre 2015 un projet de révision du schéma départemental de coopération intercommunale (SDCI) qui prévoit notamment la scission de la communauté de communes des mille étangs, comptant légèrement plus de 4 000 habitants, dont certaines communes seraient intégrées à la CCPLx et les autres communes la communauté de communes de la haute vallée de l'Ognon (CCHVO),,.
Dans ce cadre, le SDCI définitif, approuvé par le préfet le 30 mars 2016, a prévu l'extension :
- de la CCPLx aux communes de Raddon-et-Chapendu, Saint-Bresson et Sainte-Marie-en-Chanois, regroupant alors 15 944 habitants ;
- de la CCHVO aux communes d'Amage, Amont-et-Effreney, Beulotte-Saint-Laurent, Corravillers, Esmoulières, Faucogney-et-la-Mer, La Bruyère, La Longine, La Montagne, La Proiselière-et-Langle, La Rosière, La Voivre et Les Fessey, soit 8 797 habitants[6].

Cette extension de la CCPLx prend effet le 1er janvier 2017.
Le 1er janvier 2019, Saint-Valbert fusionne avec Fougerolles pour former la commune nouvelle de Fougerolles-Saint-Valbert dont elle devient une commune déléguée et quitte la CCPLx.

## Territoire communautaire

### Composition
La communauté de communes est composée des 15 communes suivantes :

| Nom                       | Code Insee | Gentilé        | Superficie (km2) | Population (dernière pop. légale) | Densité (hab./km2) |
| ------------------------- | ---------- | -------------- | ---------------- | --------------------------------- | ------------------ |
| Luxeuil-les-Bains (siège) | 70311      | Luxoviens      | 21,81            | 6 674 (2022)                      | 306                |
| Baudoncourt               | 70055      | Baudoncourtois | 7,57             | 484 (2022)                        | 64                 |
| Breuches                  | 70093      | Breuchins      | 9,12             | 643 (2022)                        | 71                 |
| Breuchotte                | 70094      | Breuchottois   | 4,37             | 301 (2022)                        | 69                 |
| Brotte-lès-Luxeuil        | 70098      | Brottais       | 6,87             | 198 (2022)                        | 29                 |
| La Chapelle-lès-Luxeuil   | 70128      |                | 7,69             | 382 (2022)                        | 50                 |
| La Corbière               | 70172      |                | 3,15             | 110 (2022)                        | 35                 |
| Esboz-Brest               | 70216      |                | 9,69             | 448 (2022)                        | 46                 |
| Froideconche              | 70258      | Froideconchois | 16,04            | 1 974 (2022)                      | 123                |
| Magnivray                 | 70314      |                | 4,76             | 164 (2022)                        | 34                 |
| Ormoiche                  | 70398      |                | 5,72             | 68 (2022)                         | 12                 |
| Raddon-et-Chapendu        | 70435      | Raddonnais     | 12,5             | 852 (2022)                        | 68                 |
| Saint-Bresson             | 70460      |                | 26,6             | 420 (2022)                        | 16                 |
| Saint-Sauveur             | 70473      | Salvatoriens   | 12,02            | 1 929 (2022)                      | 160                |
| Sainte-Marie-en-Chanois   | 70469      | Chanoisiens    | 4,79             | 209 (2022)                        | 44                 |

### Démographie
| 1968   | 1975   | 1982   | 1990   | 1999   | 2009   | 2014   | 2020   |
| ------ | ------ | ------ | ------ | ------ | ------ | ------ | ------ |
| 17 285 | 18 302 | 18 711 | 17 381 | 16 782 | 16 142 | 15 442 | 14 877 |

## Organisation

### Siège
Le siège de l'intercommunalité est à Luxeuil-les-Bains, 22 Rue Jules Jeanneney.

### Élus
La communauté de communes est administrée par un conseil communautaire constitué, pour la mandature 2014-2020, de 33 délégués titulaires représentant chacune des 13 communes membres, répartis sensiblement en fonction de l'importance de leur population, soit :
- 15 délégués pour Luxeuil-les-Bains ;
- 4 délégués pour Froideconche et Saint-Sauveur  ;
- 1 délégué et son suppléant pour les autres villages.

À la suite des élections municipales de 2014 dans la Haute-Saône, le conseil communautaire d'avril 2014 a élu son nouveau président, Didier Hua, maire-adjoint de Luxeuil-les-Bains, et désigné ses 6 vice-présidents, qui sont :
- Jean Pierre Bey, maire de La Chapelle-les-Luxeuil, délégué à l'environnement ;
- Daniel Tonna, maire de Esboz-Brest, délégué aux finances ;
- Frédéric Burghard, maire-adjoint, puis, depuis 2016, maire de Luxeuil-les-Bains, délégué au développement économique ;
- Jérôme Faivre, maire-adjoint de Froideconche, délégué aux services aux familles ;
- Stéphane Kroemer, maire-adjoint de Luxeuil-les-Bains, délégué aux équipements collectifs ;
- Martine Anding, maire-adjointe de Saint-Sauveur, délégué à l'action sociale[10].

Ensemble, ils forment le bureau exécutif de l'intercommunalité pour le mandat 2014-2020.

### Liste des présidents
| Période                                  | Période  | Identité         | Étiquette | Qualité |
| ---------------------------------------- | -------- | ---------------- | --------- | --- |
| Les données manquantes sont à compléter. |          |                  |           | |
|                                          | 2008     | Michel Gabillot  | DVG       | Exploitant agricole Maire de Luxeuil-les-Bains (1995 → 2008) Conseiller général de Luxeuil-les-Bains (1998 → 2011) |
| 2008                                     | 2014     | Olivier Kalis    |           | Maire de Breuches (2001 → 2014)                                                                                    |
| 2014                                     | 2020     | Didier Hua       | UMP → LR  | Maire-adjoint de Luxeuil-les-Bains Conseiller régional (1998 → 2004)                                               |
| 2020                                     | En cours | Jacques Deshayes |           | Maire de Saint-Sauveur                                                                                             |

### Compétences
L'intercommunalité exerce les compétences qui lui ont été transférées par les communes membres, dans les conditions déterminées par le Code général des collectivités territoriales. Il s'agit de :
- Assainissement non collectif
- Collecte des déchets des ménages et déchets assimilés
- Traitement des déchets des ménages et déchets assimilés
- Autres actions environnementales
- Activités sociales
- CIAS
- Création, aménagement, entretien et gestion de zone d'activités industrielle, commerciale, tertiaire, artisanale ou touristique
- Action de développement économique (Soutien des activités industrielles, commerciales ou de l'emploi, Soutien des activités agricoles et forestières...)
- Construction ou aménagement, entretien, gestion d'équipements ou d'établissements culturels, socioculturels, socio-éducatifs
- Construction ou aménagement, entretien, gestion d'équipements ou d'établissements sportifs
- Activités péri-scolaires
- Activités culturelles ou socioculturelles
- Activités sportives
- Création et réalisation de zone d'aménagement concertée (ZAC)
- Prise en considération d'un programme d'aménagement d'ensemble et détermination des secteurs d'aménagement au sens du code de l'urbanisme
- Création, aménagement, entretien de la voirie
- Réalisation d'aire d'accueil ou de terrains de passage des gens du voyage

### Régime fiscal et budget
La communauté de communes est un établissement public de coopération intercommunale à fiscalité propre.
Afin de financer l'exercice de ses compétences, l'intercommunalité perçoit la fiscalité professionnelle unique (FPU) – qui a succédé à la taxe professionnelle unique (TPU) – et assure une péréquation de ressources entre les communes résidentielles et celles dotées de zones d'activité.
Elle perçoit également une bonification de la dotation globale de fonctionnement et collecte la taxe d'enlèvement des ordures ménagères (TEOM), qui finance le fonctionnement de ce service.